# Íþróttabandalag Ísafjarðar
El Íþróttabandalag Ísafjarðar, conocido como ÍBÍ, fue un equipo de fútbol de Islandia que jugó en la Urvalsdeild Karla, la primera división nacional.

## Historia
Fue fundado en el año 1955 como un clubpolideportivo, aunque sus equipos más conocidos eran los de Fútbol, tanto masculino como femenino, este último fundado en 1981.
El club masculino jugó en tres temporadas en la Urvalsdeild Karla: en 1962, 1982, y 1983; donde registró 46 partidos con ocho victorias, 15 empates y 23 derrotas; anotó 45 goles y recibió 94.
El club jugaría en la segunda división las siguientes cuatro temporadas hasta que desaparece en 1988 por problemas financieros tanto en su equipo masculino como el femenino, transfiriendo los derechos del club al Boltafélag Ísafjarðar.

## Palmarés
- 1. deild karla (1): 1961
- 2. deild karla (1): 1973[6]

## Entrenadores
- Gísli Magnússon (1973-1978)
- Martin Wilkinson (1983)
- Gísli Magnússon (1984–1985)
- Jón Oddsson (1986)
- Helgi Ragnarsson (1987)